# الأبرياء (فلم 1974)
الأبرياء هو فيلمٌ مصريٌ أُنتج عام 1974.

## قصة الفيلم
فردوس السيد (ميرفت أمين)، فتاة ريفية يتيمة تعيش مع أمها وزوج أمها. تحب القاهرة، وطريقة العيش فيها. تكتشف شخصاً يرسم في الحقول، ويتضح أنه رسامٌ من القاهرة يدعى عمرو (نور الشريف)، ويتحابان من اللقاء الأول، ويعطيها عنوانه في القاهرة.
تهرب من بيت زوج والدتها إلى القاهرة، وهناك تلتقي بعمر وتتزوجه رغم فقره. يتلقى عمر عرضاً من الوجيه شوقي (غسان مطر) برسم جدران شقته. إلاّ أن شوقي، الذي يعمل قواداً، يريد رسم صورٍ عاريةًٍ في الشقة وهو ما يرفضه عمر. فجأة يُصاب عمرٌ بدوار، ويسقط من السلم، ويموت.	
يقوم القواد شوقي باستغلال فردوس بعد وفاة عمر في ممارسة الدعارة، وذات يوم تعتدي على أحد زبائن شوقي، واسمه عمرو (وحيد سيف)، على اسم زوجها الراحل. يقوم شوقي بعرضها على الطبيب النفسي مأمون إسماعيل (عماد حمدي)، حيث تخبره بقصتها، فيقوم بإخفائها عن المجرم شوقي بحجة علاجها، ويساعدها في الحصول على مهنة ممرضة.
تتعرف فردوس على الدكتور ممدوح (عزت العلايلي)، وهو شاب مصاب بفشلٍ كلويٍ، كان الدكتور مأمون قد تكفل بدراسته. تتبرع له فردوس بكليتها دون علمه، ويوفر لها الدكتور مأمون فرصة السفر للإسكندرية للراحة.
يعرف شوقي حقيقة فردوس، وأنها تعمل ممرضة ولم تكن تعالج من أزمة نفسية. يقرر شوقي أن يلحقها إلى الإسكندرية، وكذلك يفعل د.ممدوح الذي أُعجب بها.
يلتقي شوقي بفردوس ويطلب منها أن تعود معه فتوافق خوفاً منه، لكنها تطلب من ممدوح الزواج بحجة أنها هاربة من أهلها، وهي في الواقع تريد الهرب من شوقي. يلتقي ممدوح وفردوس في قارب على البحر، وتبلغه بكل قصتها، وأنها من تبرع له بكليته. يلحقهما شوقي، ويشتبك مع ممدوح في معركة كان نتيجتها غرق فردوس وشوقي.

## الشخصيات
- ميرفت أمين في دور فردوس السيد.
- نور الشريف في دور عمرو الرسام، زوج فردوس.
- غسان مطر في دور المجرم شوقي.
- سهير الباروني في دور شوشو، فتاة تعمل لدى شوقي.
- عزت العلايلي في دور د. ممدوح.
- عماد حمدي في دور د. مأمون.
- وحيد سيف في دور عمرو، زبون لدى شوقي.
- محي إسماعيل في دور سعيد، موظف استقبال الفندق.